# Ascalaphus rusticus
Ascalaphus rusticus is een insect uit de familie van de vlinderhaften (Ascalaphidae), die tot de orde netvleugeligen (Neuroptera) behoort. 
Ascalaphus rusticus is voor het eerst wetenschappelijk beschreven door Lichtenstein in 1796.